# Markus Oscarsson
Markus Oscarsson (Västerås, 9 maggio 1977) è un canoista svedese.
Ha vinto un argento ai Giochi olimpici di Sydney 2000 e un oro ad Atene 2004 nel K2 1000m in coppia con Henrik Nilsson.

## Palmarès
- Olimpiadi

Sydney 2000: argento nel K2 1000m.
Atene 2004: oro nel K2 1000m.
- Mondiali

2001 - Poznań: bronzo nel K2 500m.
2002 - Siviglia: oro nel K2 1000m.
2003 - Gainesville: oro nel K2 1000m.
2006 - Seghedino: oro nel K1 1000m.
- Campionati europei di canoa/kayak sprint

Seghedino 2002: oro nel K2 1000m e bronzo nel K2 500m.
Račice 2006: bronzo nel K1 1000m.